# Theodor Möller

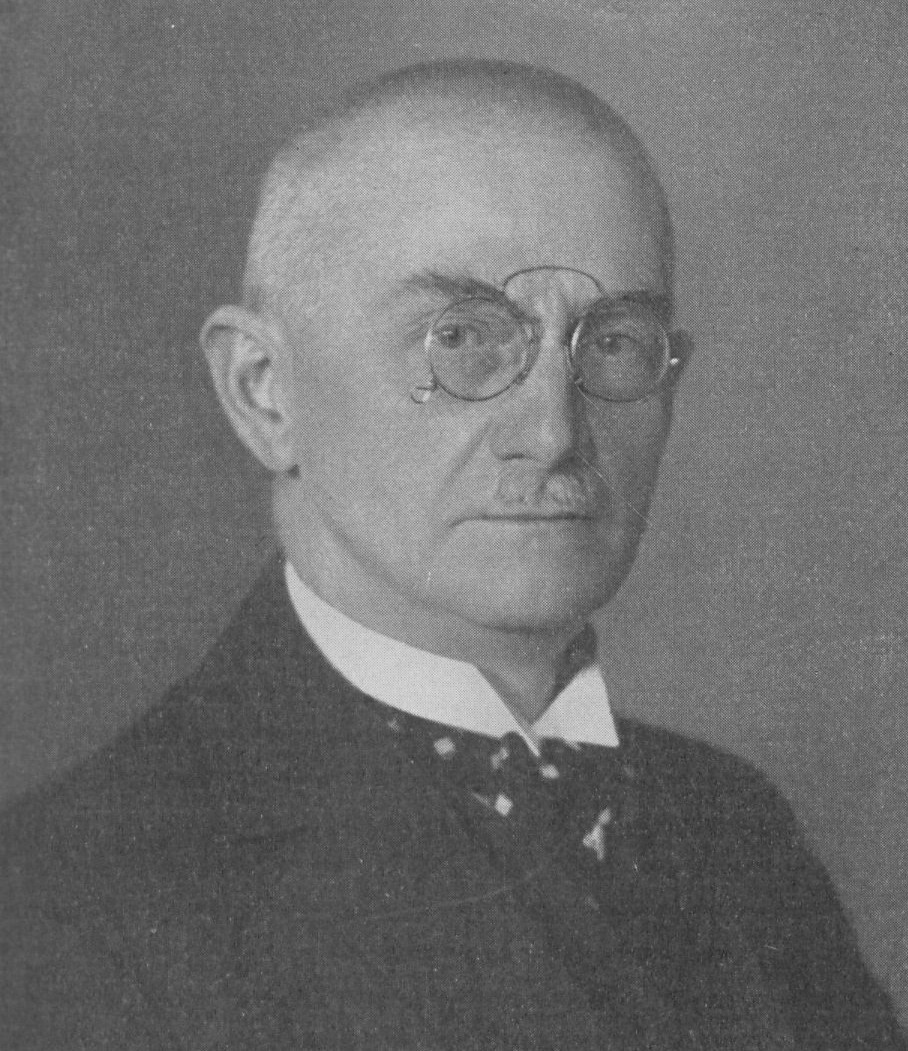
Theodor Möller, um 1933

Theodor Möller (* 6. März 1873 in Rumohrholz; † 12. November 1953 in Kiel) war ein deutscher Fotograf, Schriftsteller und Heimatforscher. Er gilt als bedeutendster Fotograf Schleswig-Holsteins.

## Leben
Theodor Möller wurde 1873 als Kind von Christian Heinrich Möller und Anna Magdalena Möller, geb. Kiel geboren. Seine Eltern kamen ursprünglich aus Achterwehr und waren Bauern. Er wuchs in ländlicher Umgebung auf ihrem 1860 erworbenen Hof bei Rumohr auf und absolvierte zunächst die untere Volksschullehrerausbildung als Präparand (zwei Jahre Präparandenanstalt in Kiel, danach drei Jahre Lehrerseminar in Segeberg). In Segeberg erhielt er 1894 seine erste Anstellung an der Knabenbürgerschule. 1896 bestand er die zweite Volksschullehrerprüfung. Ab 1897 lebte er in Kiel und heiratete 1898 Frieda Michelsen, die aus Ahrensbök stammte. Um die Jahrhundertwende entdeckte er seine Leidenschaft für die Fotografie und hielt viele Lichtbildervorträge. In ganz Schleswig-Holstein fotografierte er Menschen bei der Arbeit, Landschaften und typische Motive. Ab 1904 betreute Möller die neueingerichtete Lichtbilder-Sammelstelle in Kiel. 1924 wurde er beurlaubt und widmete sich fortan ganz der Fotografie und der Heimatforschung. Seine Motive orientierten sich stark an der Landschaftsmalerei des 19. und 20. Jahrhunderts. 1912 erschien sein  erstes Buch Das Gesicht der Heimat, dem weitere Buchprojekte folgten (Die Welt der Halligen, 1924, Der Kirchhof in Nebel auf Amrum und seine alten Grabsteine, 1928, Nordschleswig. Landschafts- und Kulturbilder, 1929, Gassen der Heimat, 1933, und zuletzt Landschaft und Menschen, 1953). Ab Mitte der 1930er Jahre wechselte er immer häufiger von der Glasplatten- auf die leichter zu handhabende Rollfilmfotografie. Von 1930 bis 1948 war er 1. Vorsitzender des Vereins Die Heimat. Im Zweiten Weltkrieg (Frühjahr 1941) wurde Möllers Haus in Kiel zerstört. Er wurde bei dem Angriff verwundet und seine Frau erlitt eine schwere Wirbelsäulenverletzung, an deren Folgen sie 1946 starb. Zu dieser Zeit lebten die Möllers auf dem Hof Kattenberg bei Ahrensbök. Möllers Bildersammlung blieb bei dem Luftangriff 1941 jedoch unversehrt. Theodor Möller schied am 10. November 1953 freiwillig aus dem Leben.
Möller war Mitglied der Reform- und Heimatschutzbewegung, einer volks- und landeskundlichen Vereinigung, die zivilisationskritisch war und das Landleben romantisierte. Sie erforschte mit starker Beteiligung von Laien die Natur und Geschichte Schleswig-Holsteins. Dementsprechend hielt Möller vor allem Kirchen und Pastorate, Herrenhäuser, Bauernhäuser und Fischerkaten genauso auf seinen Fotos fest, wie Kulturlandschaften und das Badeleben am Ostseestrand. Das Informationsblatt zur Ausstellung seiner Arbeiten im Museum zeiTTor vom 11. September 2015 bis 31. Januar 2016 würdigte seine Fotos als von bestechender Qualität, brillanter Tiefenwirkung und einer insgesamt hohen Attraktivität, die neben ihrem dokumentarischen Wert den künstlerischen Anspruch Möllers zeigen.

## Nachlass
1950 schenkte Möller seine Bildersammlung dem Schleswig-Holsteinischen Landesamt für Denkmalpflege. Sie umfasste mehr als 6900 Bilder und Negative (4615 Glasplatten im Format 9 × 12 cm und 1934 Rollfilmaufnahmen 4,4 × 6,0 cm) und gehört zu dessen wertvollsten Bildbeständen. Im September 2012 stiftete die Günter-Fielmann-Stiftung 60 Abzüge in A3 Papierformat aus diesem Bestand dem Museum Langes Tannen, Uetersen, die Möller in der Zeit von 1906 bis 1931 im Kreis Pinneberg aufgenommen hatte.

## Ehrungen
1953 wurde er mit dem Verdienstkreuz am Bande der Bundesrepublik Deutschland ausgezeichnet.
1955 wurde in Ahrensbök ein Theodor Möller gewidmeter Park eröffnet. Im Park wurde ein Gedenkstein für ihn errichtet.
In Kiel-Elmschenhagen gab es seit den 1950er-Jahren eine nach Theodor Möller benannte Grund- und Hauptschule, die 2010 in einer Gemeinschaftsschule aufging.
In Rumohr wurde anlässlich seines 140. Geburtstages im April 2013 ein Gedenkstein errichtet, der an Theodor Möller erinnert.

## Ausstellungen
- Theodor Möller 1873 – 1953 – Quer durch Wagrien. Museum zeiTTor, Neustadt/Holstein, 11. September 2015 bis 31. Januar 2016 (gleichnamiger Informationsflyer zur Ausstellung)
- Theodor Möller (1873–1953) – Quer durch Angeln. Landschaftsmuseum Angeln / Unewatt, Unewatt, 8. Mai 2016 bis 30. Oktober 2016 (gleichnamiger Informationsflyer zur Ausstellung)
- Theodor Möller 1873–1953 – Kiel in alten Photographien Stadtmuseum Warleberger Hof, Kiel, 26. November 2017 bis 8. April 2018 (gleichnamiger Informationsflyer zur Ausstellung)

## Publikationen
- Ein verlassener Weg. In: Die Heimat. Bd. 22 (1912), Nr. 7, Juli 1912, S. 167–173 (Digitalisat).
- Brunnenringe in der Nordsee. In: Die Heimat. Bd. 29 (1919), Nr. 8, August 1919, S. 120–123 (Digitalisat).
- Das Landschaftsbild Nordschleswigs. In: Schleswig-Holsteinisches Jahrbuch (1920), S. 8–15.
- Habel, das Bild einer dem Untergange geweihten Hallig. In: Schleswig-Holsteinisches Jahrbuch (1922), S. 50–53.
- Amphibisches Land. In: Schleswig-Holsteinisches Jahrbuch (1922), S. 54–58.
- Die Wiederherstellung des Gildhauses in Schönkirchen. In: Die Heimat. Monatsschrift des Vereins zur Pflege der Natur- und Landeskunde in Schleswig-Holstein, Hamburg, Lübeck und dem Fürstentum Lübeck. Bd. 37 (1927), Nr. 8, August 1927, S. 178–184 (Digitalisat).
- Misthusum. In: Die Heimat. Monatsschrift des Vereins zur Pflege der Natur- und Landeskunde in Schleswig-Holstein, Hamburg, Lübeck und dem Fürstentum Lübeck. Bd. 38 (1928), Nr. 3, März 1928, S. 55–61 (Digitalisat).
- Der Gespensterwald. In: Die Heimat. Monatsschrift des Vereins zur Pflege der Natur- und Landeskunde in Schleswig-Holstein, Hamburg, Lübeck und dem Fürstentum Lübeck. Bd. 38 (1928), Nr. 7, Juli 1928, S. 145–148 (Digitalisat).
- Winterabend in einem alten Bauernhause. In: Die Heimat. Monatsschrift des Vereins zur Pflege der Natur- und Landeskunde in Nordelbingen. Bd. 43 (1933), Nr. 3, März 1932, S. 60–64 (Digitalisat).
- Ahmdöns und Siedelschur. In: Die Heimat. Monatsschrift des Vereins zur Pflege der Natur- und Landeskunde in Nordelbingen. Bd. 46 (1936), Heft 11, November 1936, S. 341–346 (Digitalisat).
- Ein altfehmarnsches Großbauernhaus aus dem 16. Jahrhundert. In: Die Heimat. Monatsschrift für schleswig-holsteinische Heimatforschung und Volkstumspflege. Bd. 47 (1937), Heft 12, Dezember 1937, S. 355–361 (Digitalisat).
- Gottesfeld. In: Die Heimat. Monatsschrift des Vereins zur Pflege der Natur- und Landeskunde Schleswig-Holsteins. Bd. 59 (1952), Nr. 5, Mai 1952, S. 129–132 (Digitalisat).
- Stadtbilder Schleswig-Holstein: Fotografien 1900–1950. Mit Texten von Astrid Hansen und Heiko K. L. Schulze. Landesamt für Denkmalpflege Schleswig-Holstein, Neumünster 2013, ISBN 978-3-529-02885-4.
- Quer durch Schleswig-Holstein: Fotografien 1900–1950. Mit einem Text von Astrid Hansen… Hrsg. vom Landesamt für Denkmalpflege Schleswig-Holstein, Neumünster 2007, ISBN 978-3-529-02798-7.